# Meri Davitaixvili
Meri (Mariam) Xalvas assuli Davitaixvili, georgià: მერი (მარიამ) შალვას ასული დავითაშვილი, rus: Мери Шалвовна Давиташвили, Meri Xalvovna Davitaixvili (13 de març de 1924, Tbilisi - 17 de febrer de 2014) fou una compositora georgiana Artista del Poble de l'RSS de Geòrgia (1979) i Premi estatal Xota Rustaveli (1981).
El 1946 es va graduar al Conservatori Estatal Vano Saradjixvili a Tbilissi (a la classe de composició d'Andria Balantxivadze). El 1968-1992 va ser secretària de la Unió de Compositors de Geòrgia i membre de la Comissió d'Auditoria de la Unió de Compositors Soviètics. Sota el seu lideratge, es van celebrar regularment setmanes de música infantil. Des de 1973 fou professora al Conservatori de Tbilissi. Fou fructífera en el camp de la música infantil. Va escriure dues òperes infantils: "Kajana" (1965, posada en escena el 1966) i "Natsarkekia" (1972). "Tsuna i Tsrutsuna", "Puça i formiga", "Sataguri", etc.), dues suites orquestrals ballet "Per a les noces del sol" (1954), música simfònica, de cambra, instrumental i coral, música per a actuacions dramàtiques, cinc romances sobre poemes d'Anna Kalandadze i molt més. Fou guardonada amb l'Ordre del Mèrit (1997).
Va morir el 17 de febrer de 2014, als 89 anys.